# Трухмени
Трухме́ни (туркм. ставропол түркменлери, інакше ставропольські туркмени, трухмяни, самоназва — туркмен) — етнографіча та субетнічна група у складі туркменів на Північному Кавказі.

## Розселення

Туркменський район на мапі Ставропольського краю

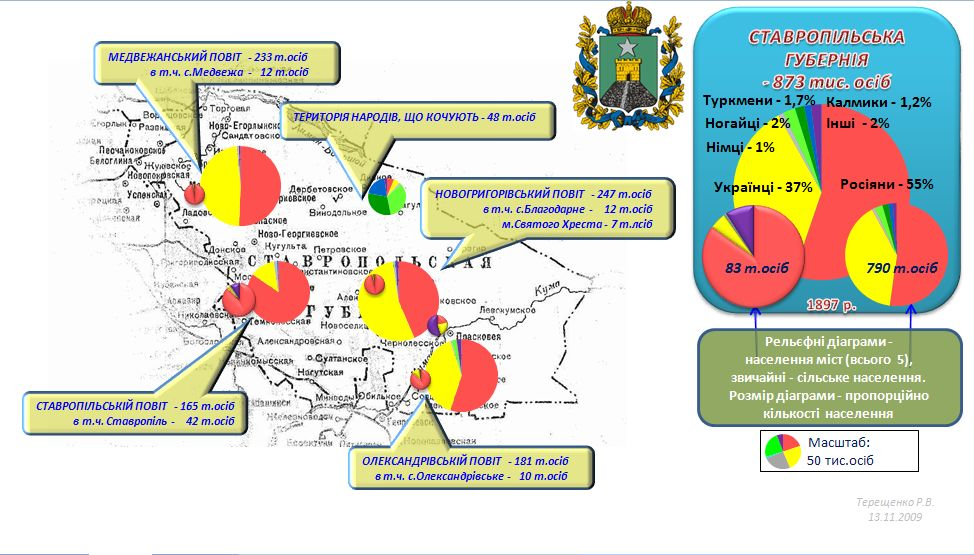
Національний склад населення Ставропольської губернії за переписом 1897

Етнічна карта 1880 року

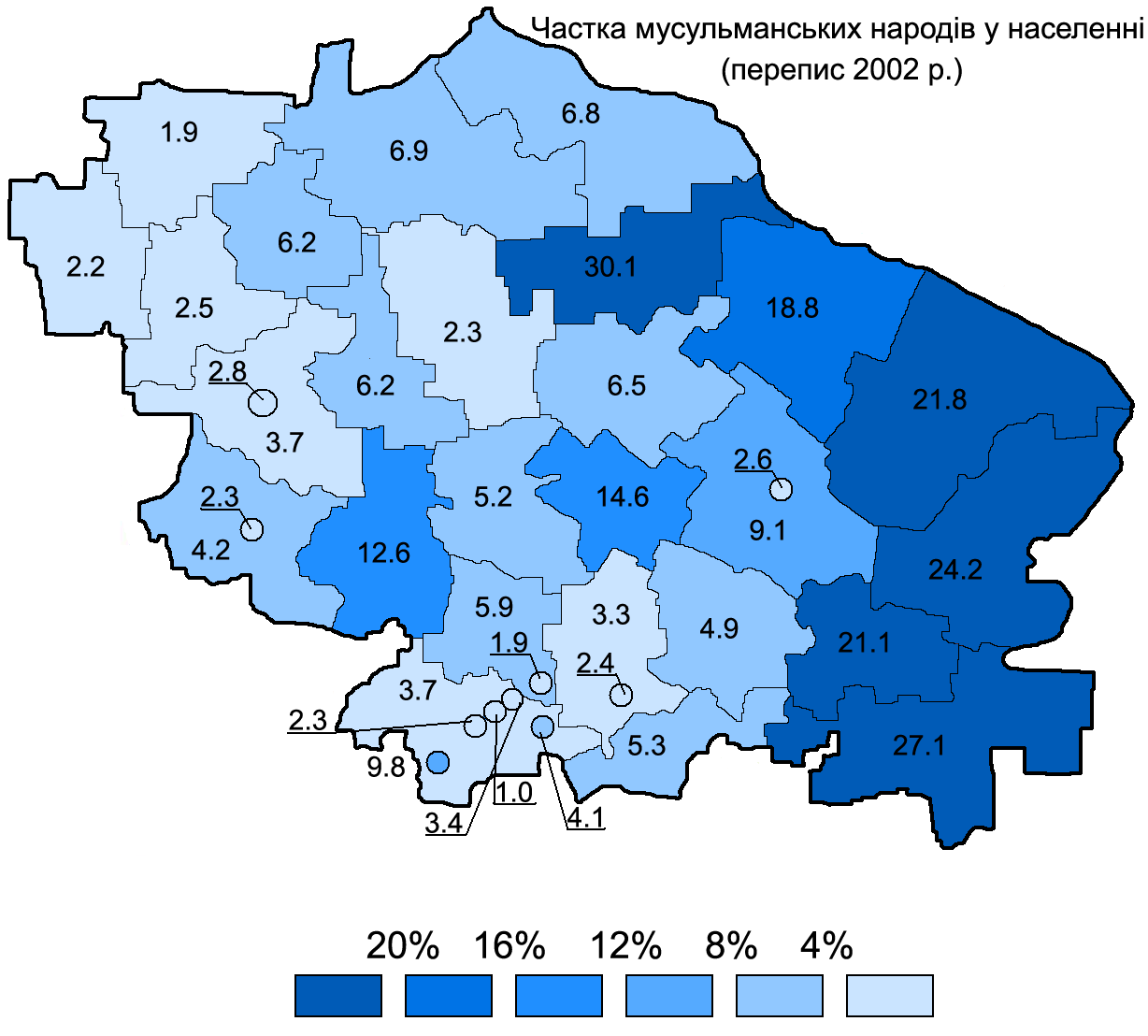
Мусульманське населення Ставропілля поєднує корінних трухменів та ногайців із переселенцями з Дагестану та інших республік

Трухмени проживаюють у північно-східній частині Ставропольського краю (Туркменський і північ Нефтекумського районів) Російської Федерації. Традиційно трухменів, як під час перепису населення Росії 2002 року, зараховують до туркменів. Згідно з його даними у Ставропольському краї проживало 13,9 тис. туркменів (трухменів).

## Мова
Мова трухменів є діалектом туркменської мови, з помітним впливом мови ногайців, з кочів'ями яких межували трухменські.

## Історія
Пращури трухменів були переселені калмиками на Північний Кавказ наприкінці XVII — на початку XVIII століть з півострову Мангишлак. У культурі і побуті трухменів попри туркменську основу багато від народів-сусідів Північного Кавказу. Поділяються на три племені (тайпи): союнаджі, ігдир, човдур.
У 1825 році утворене Туркменське приставство, у 1917 році — Туркменський повіт. У 1917 році трухмени увійшли до складу Союзу об'єднаних горців, який у 1918 році проголосив Горську республіку. Представляв їх у Союзі Ніязікеєв Ереджей Алі.
У перші роки радянської влади трухмени піддавалися грабункам сусідніх селян як «ворожа нація», через що народ був поставлений на межу виживання.
У 1925 році був створений Туркменський національний район Ставропілля. Статус національного був знятий у 1930-х роках, у 1956 році район було розформовано, у 1970 — відновлено. У 1927 році була здійснена спроба сконцентрувати туркменське населення навколо села Літня ставка, чого частина трухменів уникла, кочуючи у східному напрямку. У період коренізації почали діяти національні школи, у 1930-х районна газета виходила туркменською мовою. Викладання туркменської мови в школах остаточно припинилося у 1965 році.
З 1990-х років діє національна організація «Ватан» (Батьківщина), налагоджені зв'язки з Туркменістаном. У 2000-ні роки туркменська мова не викладалася, видань нею у районі не існувало, проте трухмени дивилися супутникові телепередачі з Туркменістану. Незважаючи на практично повну двомовність, туркменська мова зберігається у молоді. Діють традиційні ради старійшин, спостерігається міжплеменна боротьба за владу.
У наші дні серед трухменської молоді поширений виїзд на заробітки у нафтогазовидобувні регіони.

## Демографія
Динаміка чисельності ставропольських трухменів за 1959—2010 рр.
| Рік перепису | Чисельність | Частка у населенні |
| 1959         | 5 856       | 0,4 %              |
| 1970         | 8 240       | 0,4 %              |
| 1979         | 9 345       | 0,4 %              |
| 1989         | 11 133      | 0,5 %              |
| 2002         | 13 937      | 0,5 %              |
| 2010         | 15 048      | 0,5 %              |
|              |             |                    |

Рідна мова туркменів Ставропольського краю за переписом 2010 р.
- Туркменська — 94,9 %
- Російська — 4,2 %

Населені пункти Ставропольського краю, де за переписом 2002 року трухмени становили більшість населення
| Населений пункт       | Район                  | Населення, 2002 р. | в тому числі туркменів |
| аул Кок-Бас           | Нефтекумський район    | 335                | 99,1 %                 |
| аул Шарахалсун        | Туркменський район     | 1554               | 97,9 %                 |
| аул Едельбай          | Благодарненський район | 1287               | 95,2 %                 |
| аул Махач-Аул         | Нефтекумський район    | 319                | 95,0 %                 |
| аул Сабан-Антуста     | Туркменський район     | 871                | 94,8 %                 |
| аул Юсуп-Кулацький    | Іпатовський район      | 740                | 92,2 %                 |
| аул Башанта           | Арзгірський район      | 415                | 91,6 %                 |
| аул Уллубі-Юрт        | Нефтекумський район    | 764                | 89,5 %                 |
| аул Чур               | Туркменський район     | 781                | 89,4 %                 |
| аул Маштак-Кулак      | Туркменський район     | 346                | 84,7 %                 |
| аул Нижній Барханчак  | Іпатовський район      | 337                | 84,0 %                 |
| с. Озек-Суат          | Нефтекумський район    | 2264               | 72,3 %                 |
| аул Верхній Барханчак | Іпатовський район      | 427                | 54,6 %                 |
| аул Абдул-Гази        | Нефтекумський район    | 670                | 52,5 %                 |
|                       |                        |                    |                        |